# Svart stumplöpare
Svart stumplöpare (Syntomus truncatellus) är en skalbaggsart som först beskrevs av Carl von Linné 1761.  Svart stumplöpare ingår i släktet Metabletus, och familjen jordlöpare. Arten är reproducerande i Sverige.

## Bildgalleri

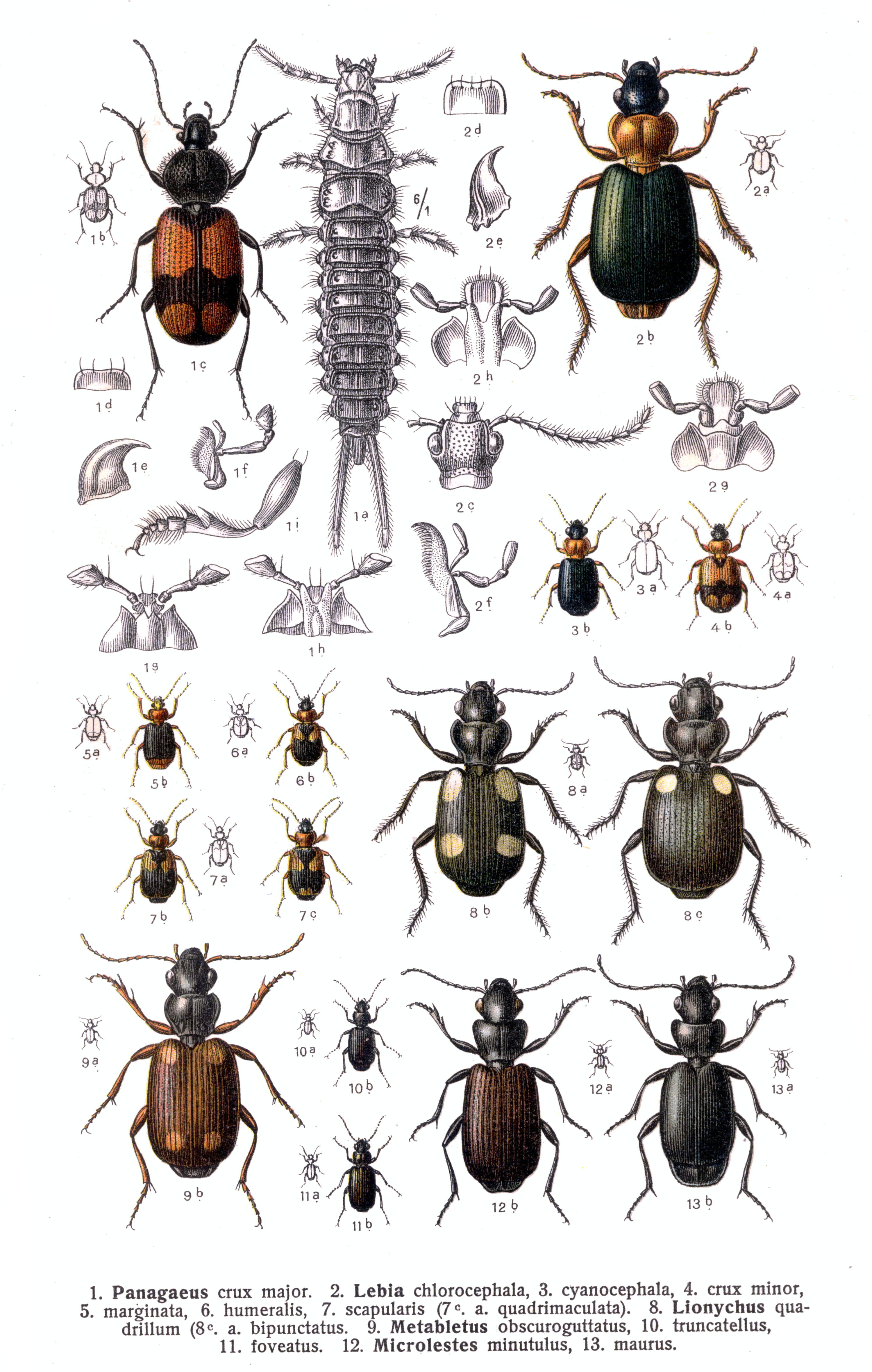
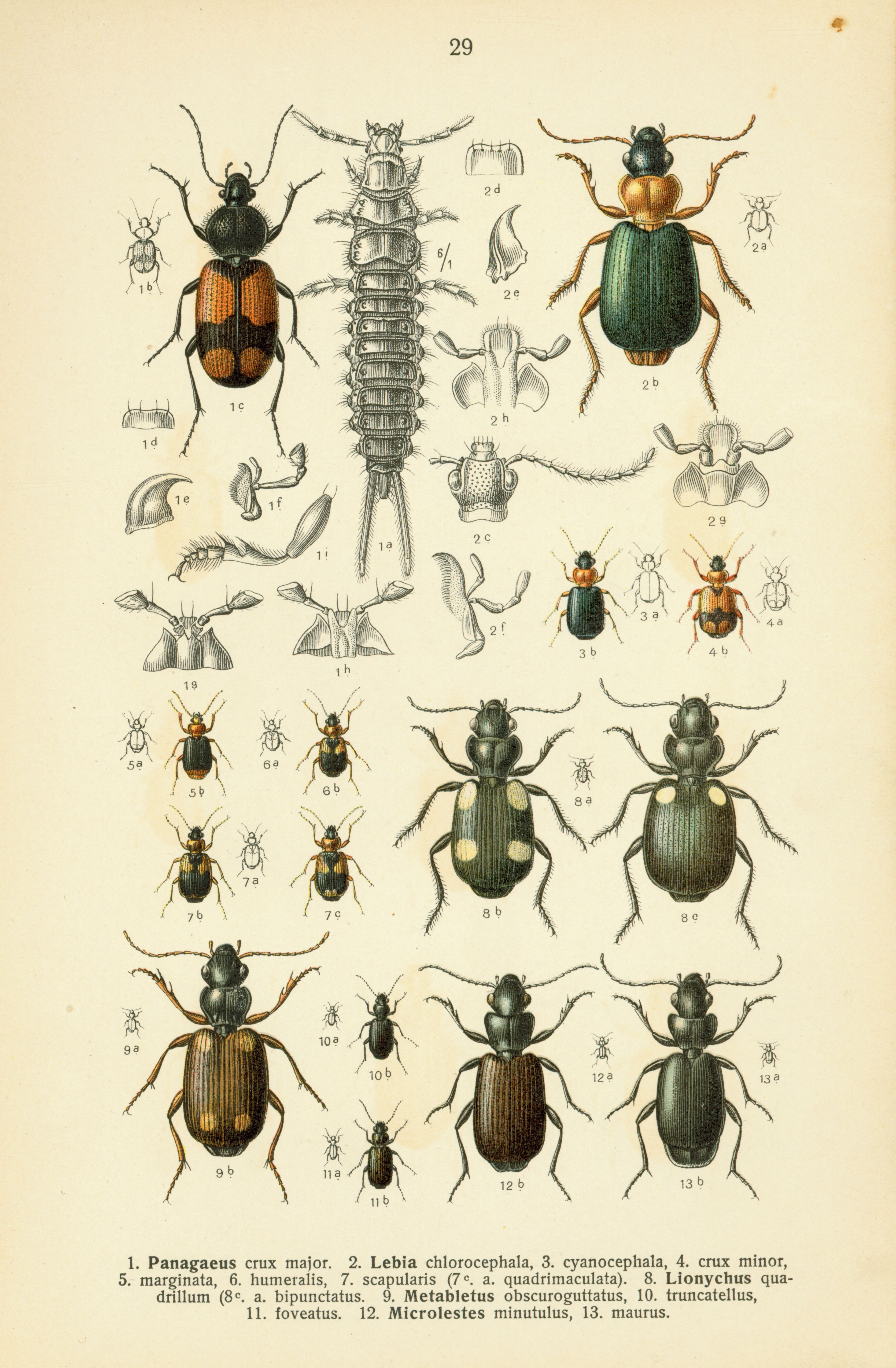